# Sun Yat-sen
Sun Yat-sen (en chino tradicional, 孫逸仙; en chino simplificado, 孙逸仙; pinyin, Sūn Yìxiān; Wade-Giles, Sun1 I4-hsien1; Yale cantonés, Syūn Yaht-sīn; también conocido como Sun Zhongshan, 孫中山T, 孙中山S, Sūn ZhōngshānP, Sun1 Chung1-shan1W, Syūn Jūng sāanY), nacido Sun Wen (孫文T, 孙文S, Sūn WénP, Syūn MàhnY; Cuiheng, provincia de Cantón; 12 de noviembre de 1866-Pekín; 12 de marzo de 1925), fue un médico, político, militar, estadista, filósofo e ideólogo chino. Primer presidente de la República de China y fundador del Kuomintang, es considerado tanto en la República Popular China como en la actual República de China (Taiwán) como el padre de la China moderna.
En 1905, fundó la Sociedad Tongmenghui, una organización revolucionaria para acabar con la monarquía manchú e instaurar un modelo político republicano en China. La organización fomentó una serie de fallidas revueltas, que la llevaron a la crisis a finales de la década del 1900 y motivaron la expulsión de Sun de diversos territorios (Japón, la Indochina francesa, la Malasia británica...). Sun no abandonó sus actividades subversivas, pero en vísperas de la Revolución de Xinhai que acabó con la monarquía su preeminencia entre los revolucionarios estaba decayendo.
Fue el primer presidente, efímero, del Gobierno provisional de la República de China en 1912, antes de ceder el cargo al veterano administrador y militar Yuan Shikai, en cuyo Gobierno sirvió alrededor de un año, como responsable de ferrocarriles, antes de pasar a la oposición. En 1913, Sun Yat-sen intentó apartar a Yuan Shikai del poder, sin éxito, lo cual lo llevó a un nuevo exilio.
Presidió los gobiernos rebeldes, sin reconocimiento internacional, de Cantón, el primero fundado en 1917 frente al pequinés controlado por Duan Qirui y su camarilla de Anhui, y el segundo en 1920, opuesto al pequinés dominado por la camarilla de Zhili. Elegido presidente «extraordinario» por parte de las disueltas Cortes, emprendió en 1922 una expedición contra el gobierno septentrional que fracasó y acabó con su expulsión de Cantón.
Único entre los líderes chinos del siglo XX, Sun es venerado tanto en la República de China (donde se le considera oficialmente el "Padre de la Nación") como en la República Popular China (donde se le considera oficialmente el "Precursor de la Revolución") por su papel decisivo en el fin del régimen Qing y la supervisión de la conclusión del sistema dinástico chino. Su filosofía política, conocida como los Tres Principios del Pueblo, buscaba modernizar China abogando por el nacionalismo, la democracia y la subsistencia del pueblo en una unión étnicamente armoniosa (Zhonghua minzu). Esta filosofía se conmemora como el himno nacional de la República de China, compuesto por Sun.

## Nombres
No se puede hablar de un nombre "verdadero" en la tradición china, en la que, hasta bien entrado el siglo XX, era habitual adoptar distintos nombres a lo largo de la vida. Lo más parecido a un "nombre real" sería el nombre con el que se le inscribió en los registros genealógicos de su familia, que fue 孫德明 (Sūn Démíng). Este, el llamado "nombre de registro" (譜名, pǔmíng) era el nombre por el que lo conocían sus parientes, y el nombre utilizado en circunstancias formales, como cuando se casó. El primer carácter chino del nombre de pila, dé (德), es el carácter de generación que compartía con su hermano y con sus parientes del mismo nivel generacional. En la tradición china, este nombre no se utilizaba fuera del círculo familiar. De hecho, pocas personas en China conocen este nombre de Sun Yat-sen. Otros personajes históricos, como Mao Zedong, sin embargo, sí han pasado a la historia con su "nombre de registro".
Este nombre, sin embargo, no fue el nombre que se le dio al nacer. En China, era tradicional que las familias esperaran un cierto número de años antes de dar un nombre definitivo a sus hijos. Entre tanto, se utilizaba el llamado "nombre de leche" (乳名, rǔmíng), que se asignaba al niño tras su nacimiento, y era conocido solo por la familia más inmediata. Así, el nombre que recibió Sun Yat-sen al nacer fue Sūn Dìxiǎng (孫帝象), nombre de connotaciones religiosas formado por los caracteres 帝, dì, "dios supremo" y 象, xiǎng, "elefante". El término "elefante" se dice que se debe a un sueño que habría tenido la madre de Sun Yat-sen antes del nacimiento del pequeño.
A los diez años, ingresó en la escuela del pueblo, donde se le dio un "nombre de escuela" (學名, xuémíng). Este "nombre de escuela" solía ser el nombre principal de una persona, excepto cuando una persona se hacía mayor y los jóvenes debían llamarle por el nombre de cortesía. El nombre de escuela que le dieron a Sun Yat-sen fue Wén (文), y así, como Sun Wen, fue conocido por la mayor parte de la gente en la primera época de su vida. Este fue el nombre por el que se le conoció cuando empezó su actividad revolucionaria.
En 1883, a los 17 años de edad, Sun Yat-sen recibió el bautismo cristiano, y comenzó sus estudios en Hong Kong. Con motivo de su bautizo, adoptó un nuevo nombre, nombre de cortesía (號, hào) en la tradición china, que era Rìxīn (日新, "Renovación Diaria").  Supuestamente, habría tomado este nombre de una cita del clásico confuciano La Gran Enseñanza (大學, dàxué). Este fue el nombre que utilizó durante su época de estudiante en Hong Kong. Más adelante, su profesor de literatura china escribió su nombre como Yìxiān (逸仙). Aunque en mandarín, las pronunciaciones de Rixin y Yixian son muy diferentes, en cantonés ambos tienen la misma pronunciación: Yat-sen. Esta pronunciación cantonesa de su nombre era la habitual cuando se dio a conocer entre occidentales, lo cual fijó su nombre en Occidente como Sun Yat-sen. Curiosamente, en China nadie lo conoce hoy en día como Sun Yixian, ni Sun Rixin, ni tampoco Sun Yat-sen en cantonés.
Más adelante, Sun Yat-sen eligió un nombre de cortesía (字, zì): Zǎizhī (載之). Este nombre estaría basado en su nombre de escuela Wen, a partir de un dicho tradicional chino que vinculaba los dos conceptos. Este nombre de cortesía fue poco utilizado, y apenas es conocido.
En 1897, Sun Yat-sen llegó a Japón. Al registrarse en el hotel en el que se hospedaba, un amigo suyo le registró con el apellido japonés Nakayama (中山) para ocultar su identidad, ya que era buscado por la policía japonesa. Aparentemente, su amigo chino se habría fijado, de camino al hotel, en el rótulo que colgaba del Palacio del marqués de Nakayama, cerca del Parque Hibiya en Tokio. A partir de este momento, y durante toda su estancia en Japón, Sun Yat-sen sería conocido como el Sr. Nakayama. Los caracteres Nakayama se pronuncian Zhōngshān en chino mandarín, y este sería su nombre entre los republicanos chinos tras la caída de la dinastía Qing. Curiosamente, este nombre, Nakayama/Zhongshan había sido utilizado como apellido en Japón, pero en China, Sun Yat-sen pasó a utilizarlo como nombre propio junto a su apellido auténtico Sun. Así, se convirtió para todos los chinos de las generaciones futuras, en Sun Zhongshan. Zhongshan significa "montaña central", y no es un nombre chino habitual, lo cual da a este nombre un carácter muy especial como nombre único, y con el simbolismo añadido de su significado de "montaña central", que evoca su papel como pilar de la fundación de la nueva China.
En 1940, el Kuomintang o Partido Nacionalista Chino concedió a título póstumo a Sun Yat-sen el nombre Guófù (國父, "Padre de la Patria"), nombre utilizado habitualmente en Taiwán. En la República Popular China, en cambio, se le conoce a veces como "Precursor de la Revolución" (革命先行者, Gémìng Xiānxíngzhě).[cita requerida]
Sun Yat-sen utilizó muchos más nombres durante su época de exilio. Se ha dicho que llegó a utilizar hasta treinta nombres diferentes.[cita requerida]

## Biografía
Sun Deming nació el 12 de noviembre de 1866, hijo de Sun Dacheng y Madame Yang. Su lugar de nacimiento fue la aldea de Cuiheng, distrito de Xiangshan (actual ciudad de Zhongshan), provincia de Cantón (actual Guangdong),a una veintena de kilómetros de la colonia portuguesa de Macao.  Era de etnia hakka y descendencia cantonesa. Su padre poseía muy pocas tierras y trabajó como sastre en Macau y como jornalero y portero. Tras terminar la educación primaria y conocer a su amigo de la infancia Lu Haodong, se trasladó a Honolulu en el Reino de Hawái, donde vivió una cómoda vida de modesta riqueza apoyado por su hermano mayor Sun Mei.

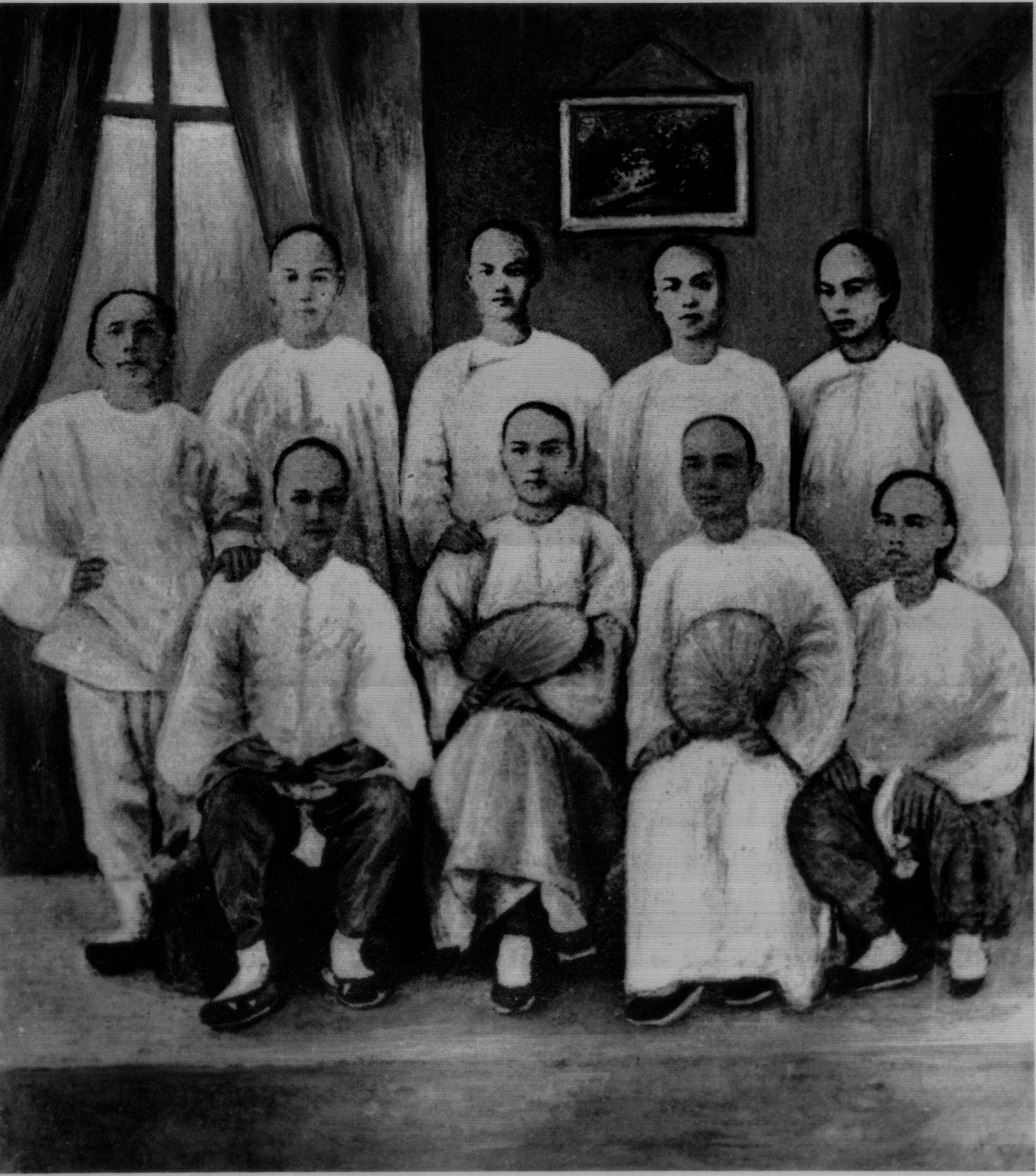
Sun, tercero por la izquierda de la primera fila, con otros alumnos de medicina, durante su periodo como estudiante.

Sun asistió a diversas escuelas primarias —primero en su localidad natal, a partir de 1872— donde recibió una educación tradicional china hasta que, con trece años, se lo envió a Hawái en 1879, donde residía su hermano mayor. Allí continuó su instrucción en inglés, en escuelas de misiones, como interno. En 1881 acabó sus estudios medios, destacando en especial en lengua y literatura inglesas. Al año siguiente, su hermano lo devolvió a su pueblo natal, de donde se lo expulsó poco después por haber roto una figura religiosa local; para entonces, Sun creía que la religión tradicional no era más que una superstición. Incapaz de adaptarse ya a la vida rural, se mudó a Hong Kong en el otoño de 1883, para seguir estudiando. En 1884, influido por un misionero estadounidense y un pastor protestante chino, se convirtió al cristianismo, y se le dio el nombre por el que se le conoce, Yat-sen. Ese mismo año se casó con una muchacha elegida por su familia, de acuerdo a sistema tradicional matrimonial.
Después de pasar brevemente por Hawái, comenzó estudios de medicina, primero en Cantón y más tarde, en Hong Kong, donde pasó de 1887 a 1892. En 1892, se licenció en medicina y cirugía, con notas excelentes. Al mismo tiempo que realizaba sus estudios de medicina, contrató a un tutor particular para que le enseñase los clásicos chinos. Ya durante los años de estudio, Sun mostró su interés por la situación de debilidad política del país frente a las potencias y su convencimiento de la necesidad de aplicar reformas y modernizarlo. En junio de 1892, licenciado ya en medicina y cirugía, se mudó a Macao, pero no pudo practicar porque carecía de licencia para ejercer en la colonia. A continuación, se instaló en Hong Kong en la primavera de 1893.
Sus propuestas reformistas enviadas a distintos funcionarios imperiales, sin embargo, fueron desatendidas, lo que le impelió a adoptar una actitud hostil hacia la dinastía reinante. Desde entonces, abogó por la implantación en China de un sistema político republicano y moderno, que la convirtiese en una potencia mundial.
En 1885 se casó con Lu Muzhen y, en 1915 contrajo segundas nupcias con Song Qingling en Japón. Su relación con su primera esposa fue escasa; a pesar de tener tres hijos con ella —un varón, Sun Fo y dos mujeres—, fue su hermano mayor quien cuidó de ella en sus largas ausencias. Tras su regreso a China una vez abolida la monarquía, realizó algunos viajes con ella antes de instalarla en Macao. Apenas volvió a verla y más tarde se casó con Song Qingling, 27 años mayor que ella; este matrimonio, aunque no tuvo descendencia, fue feliz y las relaciones entre los esposos, estrechas.

## Primeras acciones revolucionarias y exilio
La primera etapa de su actividad revolucionaria se desarrolló entre noviembre de 1894 y octubre de 1896. En la primera fecha fundó en Honolulú la Sociedad para la Regeneración de China (興中會, xīngzhōnghuì), que tenía como objetivo promover el renacimiento político de China y fomentar las actividades revolucionarias contra la dinastía Qing para instaurar un gobierno democrático y republicano en su país. La organización, apenas un grupúsculo con unos cien miembros, emigrantes chinos en Hawái, aportó los fondos para financiar el primer levantamiento contra la dinastía manchú en el que participó Sun. Los donativos de la emigración china se convirtieron desde entonces en una de las fuentes principales de las actividades políticas de Sun. Una de las actividades principales, motivo de sus abundantes viajes, fue precisamente la obtención de fondos para financiar las actividades antimonárquicas de las sucesivas organizaciones. Estos fondos provenían en su mayor parte de pequeños donativos y de préstamos contraídos en nombre de un eventual y futuro Gobierno republicano. La inseguridad de los ingresos hizo, empero, que Sun pasase periodos de penuria intercalados entre otros en los que gozó de mayores fondos para sus acciones contra los manchúes.

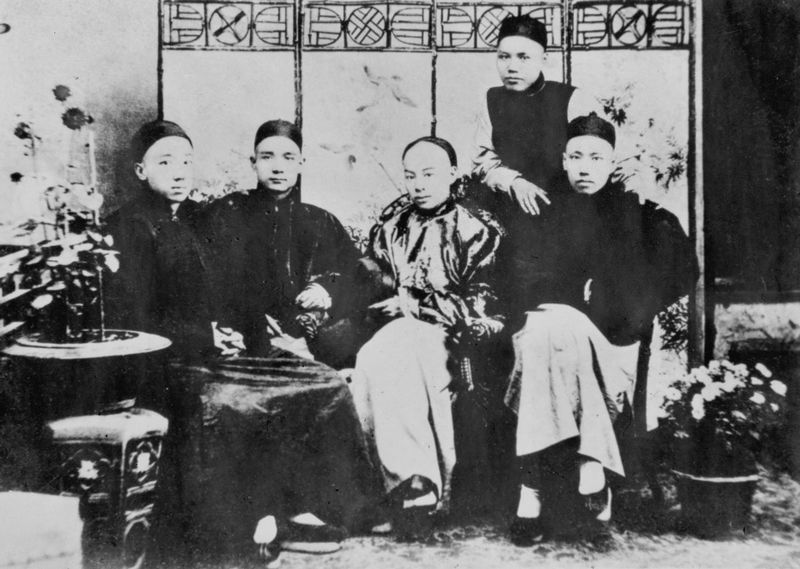
Sun, segundo, por la izquierda, con otros revolucionarios, aún con atuendo chino, que abandonó en 1895, tras el fallido levantamiento de Cantón que le obligó a marchar al exilio, en el que pasó los dieciséis años siguientes.

Sun regresó a Hong Kong con los fondos recaudados para planear un alzamiento en Cantón contra el Gobierno imperial en enero de 1895. Previsto para el 26 de octubre de 1895, la conspiración fue denunciada a las autoridades y fracasó; Sun estuvo a punto de ser capturado y ajusticiado. A pesar de la valentía de Sun, que había arriesgado la vida en la empresa, fue uno de sus correligionarios, Yang Chu-yung, el que fue elegido presidente de la Sociedad y futuro presidente si fructificaban la implantación de la república. Sun, disgustado, no cesó de maquinar contra Yang, hasta lograr sustituirlo al frente de la organización en enero de 1900. A partir de entonces, Sun presidió todas las organizaciones revolucionarias en las que participó.
El fracaso del levantamiento y la persecución de las autoridades le obligaron a exiliarse. Se instaló primero en Japón, donde abandonó el atuendo chino y adoptó el occidental con el que se hizo famoso antes de pasar al traje Zhongshan en 1912. Salvo por cuatro brevísimas visitas a China, pasó los siguientes dieciséis años en el exilio. En enero de 1896, marchó a Honolulú y en junio pasó al continente americano.
Se hizo famoso internacionalmente en octubre de 1896, cuando fue secuestrado por la embajada china en Londres durante trece días. Gracias a las presiones de amigos influyentes y su propia habilidad con algunos empleados británicos de la embajada, logró ser liberado en vez de enviado clandestinamente a China para ser ejecutado. Sun trató de emplear la publicidad del caso, que llegó a mencionarse en el Parlamento británico, para favorecer su causa política y ganarse el respaldo del Gobierno londinense. Permaneció en la capital británica hasta julio de 1897, aprovechando para estudiar las condiciones sociales de la ciudad y estudiando los escritos de Karl Marx, John Stuart Mill y Henry George y se convenció de la necesidad de modernizar china y de aplicar reformas sociales para evitar los conflictos que había sufrido Europa por la Revolución Industrial.

## Periodo japonés
A partir de 1897, vivió primordialmente en Japón, donde, a finales de siglo, definió sus Tres Principios del Pueblo, que incluían la lucha contra las desigualdades mediante una mezcla de socialismo de Estado en algunos sectores y la implantación de un sistema impositivo derivado de Mills y George. Llegó al país en el otoño de 1897, a través de Canadá. En Japón Sun recibió fondos tanto del Gobierno —clandestinamente—, como de empresas y particulares. Al comienzo, surgió en él cierta simpatía por el país, un sentimiento de comunidad asiática y de oposición al imperialismo occidental; al final de su estancia en Japón, sin embargo, Sun se hallaba desilusionado por la deriva imperialista y conservadora nipona. Hacia 1907, había perdido la mayoría de sus fuentes de financiación japonesas. Japón fue, en todo caso, su principal centro de actividades en este periodo, lugar donde maduró su ideario político y donde obtuvo abundantes fondos para sus actividades.

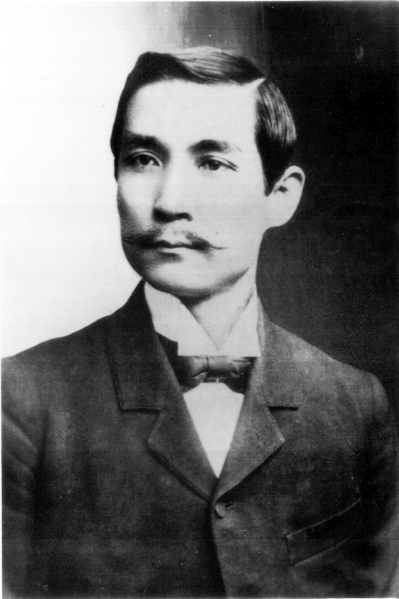
Sun, ya vestido a la occidental, en 1900.

En 1899, fracasó el intento de cooperar entre la organización de Sun y la del reformista y erudito Liang Qichao. Las dos formaciones políticas rivalizaron desde entonces por los donativos de la emigración china. En 1899-1900, Sun apoyó las acciones filipinas para tratar de evitar el control de las islas por parte de los Estados Unidos, uno de sus primeros actos antiimperialistas y que mostraba el interés de Sun por los asuntos asiáticos en general. En octubre de 1900, dirigió desde el extranjero un fallido alzamiento contra el Gobierno imperial en Waichow. El mismo año, buscó en vano el apoyo del Gobierno británico, enfrascado en la rebelión Boxer. Trató de dirigir en persona el alzamiento en China, pero la policía británica de Hong Kong le impidió pasar a territorio chino. De vuelta en Japón, se instaló en Yokohama.
En 1903 visitó Indochina de enero hasta el otoño, cuando retornó a Japón; fundó entonces una escuela militar revolucionaria para sus partidarios. En la primavera de 1904, visitó nuevamente Honolulú y los Estados Unidos, donde publicó Solutions to China's problem's (Soluciones para los problemas de China). En la primavera de 1905, marchó de Estados Unidos a Europa, donde organizó diversos grupos de revolucionarios entre los estudiantes chinos que residían en el continente.
A finales de julio de 1905, Sun regresó a Japón de su viaje por Europa y los Estados Unidos. Recibido con entusiasmo por los estudiantes chinos y considerado el dirigente del movimiento revolucionario antimanchú, Sun aprovechó esta nueva popularidad para fundar una nueva organización política. En Tokio estableció la Sociedad de la Alianza (同盟會, tóngménghuì, estrictamente, la Sociedad de la Alianza Revolucionaria China), que agrupó a varios círculos revolucionarios. Esta sociedad sería el embrión del que nacería en 1911 el Kuomintang, principal partido del nacionalismo chino. La formación, de la que Sun fue nombrado presidente, disputó con los monárquicos constitucionalistas chinos tanto el favor de la juventud nacionalista como el apoyo financiero de la emigración, que los dos grupos se disputaban. Se creó al tiempo un nuevo diario para la formación política, el Min Bao (Diario del Pueblo).
Entre 1900 y 1908, mantuvo contacto con las autoridades coloniales francesas en Indochina, que le permitieron dirigir cuatro alzamientos en China desde este territorio. El apoyo al movimiento de Sun provino principalmente de oficiales de baja graduación, pero acabó por decisión del Gobierno francés, que consideró incompatible este respaldo con sus intereses en la región. París, desde el principio, sostuvo que era mejor mantener las buenas relaciones con el Gobierno imperial chino que favorecer las actividades revolucionarias de Sun.
En 1906 viajó frecuentemente por Indochina y es sureste asiático, preparando levantamientos en varias provincias chinas del sur. Tras la victoria japonesa en la primera guerra sino-japonesa, las autoridades japonesas se volvieron más intransigentes con las actividades de los revolucionarios chinos. El nuevo poderío militar japonés y el temor a que las actividades de los chinos se extendiesen a Japón hicieron que viesen estas con malos ojos.

## Periodo indochino
A comienzos de 1907, tras una arenga antimanchú realizada a un grupo de estudiantes en Tokio, el Gobierno chino exigió la expulsión de Sun de Japón. En febrero, el Gobierno japonés aceptó la petición y lo expulsó del país al mes siguiente. El Ministerio de Asuntos Exteriores nipón, sin embargo, le entregó una gran suma de dinero para sufragar sus frecuentes viajes. Aunque a partir de entonces no fue bienvenido en el país, Sun no abandonó sus esperanzas de seguir obteniendo apoyo japonés, especialmente financiero.
Aprovechando la inestable situación de las provincias chinas meridionales, la facilidad de cruzar la fragosa frontera entre China e Indochina y la presencia de una considerable colonia china favorable a los revolucionarios, Sun decidió instalarse en Hanói. Como en el caso de otras potencias de las que trató de obtener apoyo y cooperación, Sun prometió a las autoridades francesas concesiones a cambio de su respaldo. Durante el periodo de tolerancia en Indochina, realizó siete levantamientos contra el Gobierno imperial, todos fracasados.

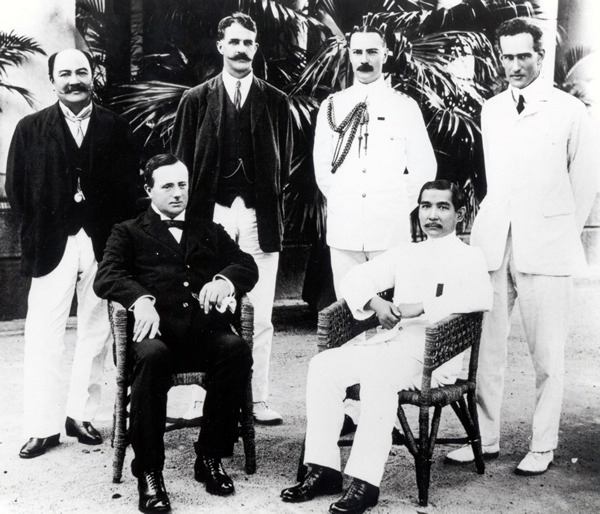
Durante su exilio

Cuidadoso de no entrar en conflicto con las autoridades francesas para evitar su expulsión, apoyó las revueltas de mayo y junio en Cantón, que las fuerzas imperiales acabaron por sofocar, aunque con dificultad. En septiembre estallaron otras dos, en las que participaron seguidores de Sun, que nuevamente fracasó. En varias ocasiones, el Gobierno chino solicitó infructuosamente la extradición de Sun. En diciembre, seguidores de Sun tomaron una fortaleza fronteriza, que Sun visitó el 3 de diciembre. La aventura apenas duró una semana, pues las tropas gubernamentales recuperaron pronto la plaza. El 15 de enero de 1908, Sun fue arrestado en Hanói, como parte de una campaña de represión de los revolucionarios, fomentada por el Gobierno francés, incómodo por la permisividad francesa en las actividades de los antimanchúes. El día 25, lo embarcaron con rumbo a Singapur, expulsado. Desde Singapur, Sun trató de enviar armas y dinero a los rebeldes que se alzaron contra el Gobierno imperial en la frontera de Yunnan a finales de abril de 1908, en vano por los impedimentos que pusieron las autoridades coloniales francesas. A comienzos de 1909, los Gobiernos chino y francés firmaron un acuerdo para combatir las actividades subversivas que eliminó definitivamente a Tonkín como base de las actividades de Sun y sus partidarios.

## Periodo malayo y vísperas de la revolución
Los sucesivos fracasos de los alzamientos organizados por la Sociedad de Sun, su ausencia del país y el descontento que cundía en este hicieron mella en la organización, que desde 1908 se encontraba en crisis. Sun, siempre optimista sobre la situación, siguió, empero, porfiando en la caída de la monarquía y siendo uno de los principales opositores del Gobierno imperial.
Entre marzo de 1908 y mayo de 1909, residió en Singapur y la Malasia británica, escaso de fondos tras el fracaso de las seis fallidas tentativas antimonárquicas emprendidas el año anterior. A continuación, viajó a Europa y los Estados Unidos. En febrero de 1910, se encontraba ya en San Francisco, donde fundó una agrupación de la Sociedad y se dedicó a recaudar fondos para financiar una nueva rebelión en Cantón, que de nuevo fracasó. Regresó entonces a Asia y llegó a Singapur en julio.
En noviembre de 1910, celebró una reunión con sus más estrechos colaboradores en Penang, en la que aprobaron preparar un nuevo levantamiento en Cantón; para financiarlo, Sun marchó a los Estados Unidos y Canadá, para solicitar nuevos donativos y préstamos, con notable éxito. Para entonces las autoridades coloniales británicas le habían conminado a abandonar Malasia. Tenía también prohibido asentarse en las colonias neerlandesas. El alzamiento, ocurrido el 14 de abriljul./ 27 de abril de 1911greg. resultó un nuevo fracaso. Durante su estancia en los Estados Unidos, trazó un plan militar con algunos simpatizantes estadounidenses para derrocar al régimen manchú, que se frustró por falta de fondos.

## La revolución: efímero presidente y relaciones con Yuan Shikai

### Presidente provisional

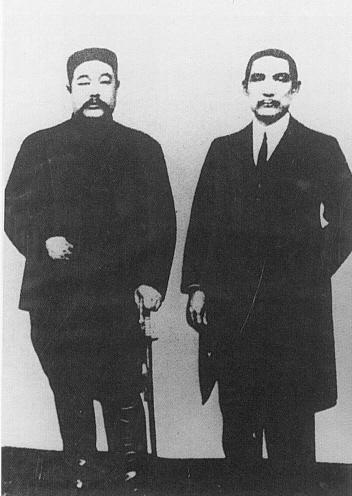
Fotografiados poco después de la renuncia de Sun en favor de Yuan Shikai, en abril de 1912. Li fue vicepresidente con Yuan y, tras su muerte, le sucedió como jefe del Estado.

El 10 de octubre de 1911, se encontraba en Estados Unidos, cerca de la ciudad de Denver, aún recogiendo fondos para su organización, cuando se produjo el Levantamiento de Wuchang, que condujo a la caída de la última dinastía imperial china. Sun se enteró del suceso por los periódicos y, en vez de regresar de inmediato a China, marchó a Europa, a intentar evitar que el Reino Unido y Francia concediesen créditos al Gobierno imperial chino. Pasó luego por Penang y Singapur. En los dos meses y medio que Sun pasó en Europa, se produjeron los principales acontecimientos de la revolución, con los sucesivos levantamientos de provincias y ciudades contra el Gobierno monárquico y las primeras negociaciones entre los rebeldes y Yuan Shikai. La influencia de Sun en estos sucesos fue mínima. Los dirigentes revolucionarios regionales, reunidos en Shanghái únicamente optaron por él como presidente de la nueva república después de haber sido incapaces de haberse puesto de acuerdo sobre los primeros candidatos propuestos, entre ellos el futuro presidente Li Yuanhong. Llegado a Shanghái por fin el 25 de diciembre de 1911, fue elegido presidente provisional cuatro días después por los delegados de catorce provincias, reunidos en Nankín. Para entonces, sin embargo, estaba claro que la presidencia pasaría a Yuan si este se decidía finalmente a acabar con el Gobierno monárquico y expresar su respaldo a la nueva república. La abdicación del emperador tuvo lugar el 12 de febrero de 1912 y, al día siguiente, Sun renunció a su cargo y recomendó que lo asumiese Yuan, siempre que aceptase fijar la capital en Nankín y acatase la nueva Constitución provisional que aún se estaba redactando —se promulgó finalmente el 11 de marzo—. Yuan soslayó todas las condiciones, pero incluso así fue investido presidente el 10 de marzo; Sun renunció a su cargo semanas más tarde, el 1 de abril. El Gobierno provisional de Nankín controlaba apenas una parte reducida del país. Sun llegó a un acuerdo con Yuan Shikai para que este, que controlaba el ejército en las tierras del norte, derrocara finalmente al emperador Pu Yi, que aún no había admitido el fin de su poder.

### Periodo de cooperación con Yuan Shikai
Inmediatamente después de cesar, Sun emprendió una gira de conferencias por el sur del país, que versaban sobre su modernización. De vuelta en Shanghái, se enfrascó en un plan para extender las líneas férreas, asunto con el que se obsesionó. A finales de agosto de 1912, acudió a Pekín por invitación de Yuan, que lo agasajó y logró su aquiescencia para su labor como presidente. Sun declaró públicamente su total acuerdo con los puntos de vista del presidente. Por el momento, Yuan contaba con el favor y decidido respaldo de Sun, con el que creía en efecto compartir su idea de reformas para el país.
El 25 de agosto, se produjo la fundación del Kuomintang, surgido de la unión de la Sociedad de la Alianza de Sun y de otros grupos políticos menores. El 3 de septiembre fue escogido como presidente del Comité Ejecutivo Central (CEC) del nuevo partido, pero delegó el cargo en el artífice de la formación política Song Jiaoren.
El 9 de septiembre, Yuan lo nombró responsable de los ferrocarriles, encargado de su desarrollo, con notable autonomía respecto del Gobierno y considerables fondos. Sun aceptó el cargo con escasos conocimientos, pero gran entusiasmo, contando, con conseguir las inversiones extranjeras necesarias para aumentar enormemente la red ferroviaria china, a pesar de las tendencias nacionalistas contrarias. Indicó a Wang Jingwei, que se encontraba en Francia, que solicitase inversiones a los bancos franceses y luego viajase a Nueva York para pedir fondos a J. P. Morgan. No obstante, la oposición del presidente estadounidense Woodrow Wilson acabó con la posibilidad de obtener préstamos de Estados Unidos. En octubre había fundado una empresa ferroviaria para gestionar los proyectos de desarrollo de la red.
En febrero y marzo de 1913 realizó una gira triunfal de varias semanas por Japón, en la que recabó la ayuda japonesa para desarrollar tanto los ferrocarriles chinos como la explotación de materias primas. Meses después y como resultado de los contactos realizados durante el viaje, se creó la Compañía Industrial de China, con Sun como presidente, un vicepresidente japonés, y fondos de las principales empresas japonesas.

### Ruptura con Yuan
La ruptura de relaciones con Yuan frustraron todos los planes de desarrollo ferroviario de Sun. La relación comenzó a empeorar a partir del asesinato de Song Jiaoren, candidato del Kuomintang al cargo de primer ministro, el 20 de marzo de 1913; el primer ministro estaba implicado en la muerte, en la que se rumoreaba que también estaba envuelto el presidente. Sun volvió de Japón cinco días más tarde y expresó su intención de castigar el crimen. A finales de abril, un grupo de cinco potencias otorgaron un gran préstamo para la reconstrucción del país a Yuan, que lo aceptó sin el permiso de las Cortes y pese a la oposición de Sun que temía que los fondos reforzasen en exceso al presidente. La protestas de Sun, de varios gobernadores militares (como su correligionario Hu Hanmin) y de trescientos diputados no lograron desbaratar la concesión del préstamo. Los ruegos de Sun a los banqueros japoneses para que renunciasen a participar en él tampoco surtieron efecto, pese a las esperanzas de aquel, que había regresado muy satisfecho de la reciente gira por Japón. Como Sun temía, Yuan empleó el dinero recibido para sobornar a los diputados, fomentar las disensiones en el Kuomintang y destituyó a tres gobernadores provinciales que pertenecían al partido.
Esta acción desencadenó la Segunda Revolución, que duró del 12 de julio al 12 de septiembre y resultó un fracaso total. Docenas de revolucionarios, entre ellos Sun, tuvieron que partir al exilio tras la derrota. Amedrentando al Parlamento, Yuan logró la elección como presidente permanente el 6 de octubre; poco después privó de sus actas a todos los diputados del Kuomintang y las Cortes, incapaces de alcanzar un cuórum, dejaron de reunirse. El resultado fue la frustración de los sueños reformistas de Sun y de los diecinueve años de actividad revolucionaria y la instauración en China de un Gobierno autocrático que Sun criticó con dureza.

## Nuevo exilio

### En Japón
De agosto de 1914 a abril de 1916, residió en Japón, desde donde trató de derrocar a Yuan y corregir lo que creía habían sido los principales errores de la revolución que había acabado con la monarquía. En julio de 1914 fundó una nueva formación política clandestina, el Partido Revolucionario Chino, cuyos miembros debían jurarle fidelidad absoluta en las actividades revolucionarias. El movimiento opositor a Yuan, empero, se hallaba muy dividido, y competía por las aportaciones de la emigración china. Sun trató de recabar el apoyo del Gobierno nipón en su lucha contra Yuan, incluso cuando este se opuso a las Veintiuna exigencias y recibió por ello el respaldo de la mayoría de la oposición. Envió a varios de sus seguidores a diferentes provincias para atizar la oposición a Yuan. Cuando Yuan trató de proclamarse emperador, Sun se opuso también, con ayuda de Japón, aunque tuvo un papel menor en el fracaso de los planes de Yuan. Sun recibió dinero del Gobierno japonés para tratar de derrocar a Yuan, pero la muerte de este puso fin a la cooperación entre las dos partes.
El 25 de octubre de 1915, Sun contrajo matrimonio con su segunda esposa, hasta entonces secretaria e importante colaboradora, Soong Ching-ling.
El arreglo de su matrimonio fue apoyado por Umeya Shokichi, un partidario japonés que proporcionó ayuda financiera.
En ese momento, Fusanosuke Kuhara, una figura prominente en los círculos políticos y empresariales de Japón, invitó a Sun a su villa, el Nihonkan, ubicada en el lugar donde actualmente se encuentra el restaurante "Kochuan" en Shirokane Happo-en. Kuhara ofreció a Sun la recién construida "Orchid Room" para alentar y apoyar a su amigo que vivía en una tierra extranjera.
La Orchid Room estaba equipada con una ruta secreta de escape conocida como "El Pasaje de Escape de Sun Yat-sen". Esta medida de precaución incluía una puerta oculta detrás de la chimenea, que conducía a un túnel subterráneo, proporcionando una ruta de escape en caso de emergencias.

### En Shanghái

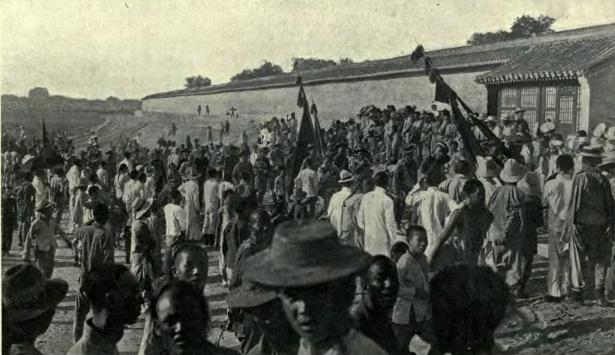
El fallido intento de restauración en junio de 1917, al que Sun se opuso rotundamente

Se trasladó de Japón a Shanghái en mayo de 1916. Entre mayo de 1916 y julio de 1917, Sun se dedicó principalmente a dar conferencias y escribir análisis sobre la situación política china, que había cambiado con el fallecimiento de Yuan Shikai en junio de 1916. A Yuan lo sucedió en el cargo de presidente su vicepresidente, Li Yuanhong, que volvió a reunir las Cortes y a restaurar así, al menos en apariencia, el sistema constitucional de gobierno.
La siguiente crisis nacional se debió a la Primera Guerra Mundial: en febrero de 1917, el Gobierno estadounidense intimó al chino para que rompiese relaciones con Alemania, al tiempo que los Gobiernos aliados le solicitaban que entrase en guerra. Sun se opuso con vehemencia a tal posibilidad. A esta tensa situación se unió la disolución de las Cortes el 13 de junio y el fallido intento de restauración del último emperador manchú, realizado por el general Zhang Xun, que Sun rechazó firmemente. Según un informe secreto del cónsul alemán en Shanghái, los alemanes concedieron considerables fondos a Sun para la campaña contra la entrada en guerra de China, información que confirmó el gobernador militar de Cantón tras establecer allí Sun su Gobierno rebelde. Sun, sin embargo, desmintió la información. Paradójicamente, una vez establecido el Gobierno en Cantón, Sun se mostró dispuesto a declarar la guerra a Alemania a cambio de obtener ayuda financiera de los Estados Unidos, necesaria para enfrentarse al Gobierno pequinés.

## Gobiernos cantoneses

### Primer gobierno: el Movimiento de Protección de la Constitución
A partir de julio, puso en marcha el llamado Movimiento de Protección de la Constitución para oponerse a la deriva autoritaria en Pekín. En agosto se estableció en Cantón, donde fue nombrado presidente de un autoproclamado Gobierno de Unidad Nacional. Había convocado a los diputados a Cantón. Una reunión de unos cien diputados —el cuórum estaba fijado en quinientos ochenta— aprobaron que se formase un Gobierno militar y el 1 de septiembre, nombraron a Sun gran mariscal, jefe supremo de las fuerzas armadas. El nuevo Gobierno debía velar por la defensa de la Constitución. Aunque el número de diputados que acudieron a Cantón fue aumentando con el tiempo hasta los doscientos treinta, nunca alcanzaron el cuórum. El poder real en la zona, empero, no lo tenía Sun ni sus partidarios, sino los militares de la antigua camarilla de Guangxi, que dominaban la región. Al comienzo, la autoridad del Gobierno militar de Sun era nula, a pesar de los cientos de nombramientos y órdenes que promulgó. Ningún Estado reconoció al Gobierno cantonés y los Estados Unidos trataron de desbaratar sus intentos de obtener préstamos en el extranjero.
Su poder creció únicamente con la anuencia de la camarilla de Guangxi, que aceptó que Chen Jiongming se pusiese al frente de algunos miles de hombres para emprender una campaña contra la vecina provincia de Fujian. También influyó el aumento de los ingresos del Gobierno militar, debido a que Sun se hizo con el control del monopolio de la sal en la zona y de parte de los beneficios de dos líneas de ferrocarril de la provincia de Cantón. En abril de 1918, la oposición a Sun, respaldada por los caudillos militares de Guangxi, pusieron fin a su gobierno y lo sustituyeron por un directorio de siete miembros. Aunque Sun fue incluido en el grupo, decidió dimitir, abandonar Cantón y regresar a Shanghái.

### Retiro en Shanghái
Entre mayo de 1918 y noviembre de 1920, vivió semirretirado en Shanghái, dedicado a analizar el fracaso de la revolución china y a proponer un gran plan de desarrollo de las infraestructuras de transporte. Reflejó este en su obra The international development of China (El desarrollo internacional de China), donde expuso un ambicioso plan de modernización del país que necesitaba de un gigantesco aporte financiero internacional, que no obtuvo.
Participó además en las sucesivas y estériles negociaciones entre los Gobiernos del norte y el sur para reunificar el país. Siguió defendiendo la restauración de las Cortes como condición fundamental para resolver la división territorial. Cuando las fuerzas de Chen Jiongming y otros caudillos militares del sur decidieron recuperar Cantón de manos de la camarilla de Guangxi, Sun cooperó con ellos y a finales de noviembre de 1920 pudo reanudar el Gobierno militar cantonés.

### Recuperación de Cantón y debilidad militar, financiera y organizativa
Volvió a establecer su Gobierno rebelde en Cantón y obtuvo el respaldo de parte de los diputados de las disueltas Cortes para proclamarse presidente «extraordinario» de la república. Este periodo estuvo marcado por la rivalidad entre Sun y Chen, oficialmente subordinado al primero, pero en realidad con gran autonomía, ya que mandaba el grueso de las fuerzas armadas cantonesas. Sun deseaba embarcarse en la conquista militar del norte para lograr la reunificación del país mientras que Chen prefería dedicar los recursos del Gobierno cantonés al desarrollo de la provincia. Chen fue contrario también a la elección de Sun como presidente, que este logró con la aprobación de doscientos trece de los doscientos veintiún diputados reunidos como «Parlamento extraordinario». Sun tomó posesión el 5 de mayo de 1921 y nombró un nuevo Gobierno, además de solicitar el reconocimiento internacional para Cantón como Gobierno legítimo de China.
En el verano de 1921, las fuerzas cantonesas derrotaron a las de Guangxi en su provincia, lo que permitió a Sun comenzar la ansiada expedición al norte. De mediados de octubre a abril de 1922, estuvo en Guangxi, cerca de la frontera con Hunan, tratando de organizar la expedición, estorbada por las actividades contrarias de Chen. En la primavera, decidió regresar a Cantón para acabar con la oposición de este, que entorpecía los preparativos, al tiempo que se aliaba con Zhang Zuolin contra el Gobierno pequinés controlado por la camarilla de Zhili. De vuelta en Cantón, destituyó a Chen de su puesto de gobernador provincial.
El 11 de mayo, aliado a distintas facciones, emprendió una fallida expedición militar contra el Gobierno de Pekín, controlado por entonces por la camarilla de Zhili. Sun penetró en Jiangxi desde Shaoguan, la estación terminal de la línea al norte. Wu Peifu derrotó a su socio Zhang Zuolin, señor de Manchuria, incluso antes de que comenzase la intervención de Sun y la rebelión de Chen Jiongming en Cantón expulsó a Sun de la ciudad en 15 de junio. El 1 de junio, uno de los subordinados de Chen había cercado la ciudad, a la que Sun había regresado precipitadamente para tratar de someter a los rebeldes, sin lograrlo. El bombardeo de la ciudad por la Armada, fiel a Sun, no le devolvió su control y sus fuerzas, que habían regresado del norte, fueron vencidas por las de Chen. Incapaz de llegar a un acuerdo con este, se retiró en una cañonera británica a Hong Kong, de donde pasó a Shanghái el 9 de agosto.
A mediados de agosto, se hallaba en Shanghái, planeando cómo recuperar el poder en la ciudad sureña y hacerse la presidencia del país. Sun se dedicó a reorganizar el Kuomintang y a entregarse a distintas intrigas políticas: tratar de forjar alianzas para oponerse a Wu Peifu y su Gobierno pequinés y recuperar el control de Cantón, al tiempo que trataba en secreto con Wu para obtener la presidencia del país, además de establecer contactos con representantes soviéticos y del partido comunista chino. El 15 de enero de 1923, tropas a sueldo de Sun expulsaron a Chen de Cantón, a donde aquel regresó el 21 de febrero, después de algunos nuevos sobresaltos en Cantón.
La posición de Sun en Cantón era débil: no controlaba las fuerzas que le habían devuelto a la ciudad, ni las finanzas gubernamentales cantonesas; el partido tenía escasos miembros y mala organización. El ideario de la organización se había aclarado ligeramente con la proclama del Kuomintang del 1 de enero, que incluyó los Tres Principios del Pueblo, pero la formación carecía de plan para ponerlo en práctica. Las fuerzas militares supuestamente sometidas a Sun —unos treinta y cinco mil soldados mal adiestrados y mal armados— en realidad estaban dominadas por una serie de caudillos militares cantoneses y de las provincias vecinas (Yunnan y Guangxi) de lealtad dudosa y entregados a la explotación del territorio del que se habían apoderado. Estos ejércitos rechazaron los ataques de Chen y de los aliados de Wu Peifu durante la primavera y el verano de 1923 y aumentaron el territorio sometido teóricamente a Sun, pero siguieron manteniendo en la práctica su autonomía respecto de este.
La situación financiera de Sun era también grave y sus ingresos dependían principalmente de los fondos de la rica Cantón, gobernada por su hijo, Sun Fo. La provincia, sin embargo, escapaba a la Hacienda gubernamental; el Gobierno competía además con los caciques militares por la gestión de los onerosos impuestos que pagaba la población.

### Alianza soviética y reorganización
En octubre de 1923, llegó a Cantón el asesor soviético Mijaíl Borodin, con el que Sun comenzó a estudiar la reforma del Kuomintang. Tras las negociaciones entre Sun y el representante diplomático soviético en China, Adolf Iofe, mantenidas en enero en Shanghái, los soviéticos habían decidido ayudarlo a reorganizar el partido y otorgarle ayuda financiera para sus actividades. Después de varias reuniones con Borodin, Sun nombró el 25 de octubre un comité ejecutivo provisional, encargado de revisar el programa del partido y de organizar un congreso. Borodin, asesor del comité, redactó el borrador de estatutos del partido, muy similares a los que finalmente se aprobaron. Mientras se llevaba a cabo la reorganización del partido, resurgió la amenaza de Chen Jiongming, que en noviembre parecía a punto de recuperar Cantón. Borodin recomendó a aprobación de una serie de reformas radicales —distribución de la tierra a los campesinos, implantación de la jornada de ocho horas y del salario mínimo, etc.— para granjearse el respaldo de la población, pero Sun se negó a promulgarlas, ya que parte de sus colaboradores se oponían firmemente a ellas.
Organizó el Kuomintang (KMT) como un partido de estilo leninista, pese a no ser comunista, lo cual le valió el apoyo de la Internacional Comunista, que propició el primer Frente Unido de los Nacionalistas del Kuomintang con el recientemente creado Partido Comunista de China. Sun rechazó las críticas de los conservadores por la influencia comunista, que estos temían que acabase por controlar el partido. Estos temores, empero, llevaron a cambiar los estatutos y eliminar la elección del presidente de la formación política; se decidió que lo fuese Sun, que devino además presidente del congreso del partido y del Comité Ejecutivo Central (CEC), con derecho de veto sobre las decisiones de los dos.
A mediados de diciembre, estalló una crisis con las potencias extranjeras. Sun trató de hacerse con parte de los ingresos de la oficina local del Servicio Marítimo de Aduanas, que dependía del Gobierno de Pekín y cuya recaudación servía para pagar ciertas indemnizaciones a aquellas y como aval de algunos préstamos extranjeros. A la amenaza de Sun de nombrar a los funcionarios locales de la oficina las potencias reaccionaron enviando barcos de guerra a la zona. Aunque Sun tuvo que ceder, reforzó su prestigio como antiimperialista. A finales de enero de 1924, presidió el primer congreso del partido, que aprobó los nuevos estatutos, el programa —reformista— y eligió dos comités centrales (el CEC y el Comité Central de Supervisión). Tras el congreso, comenzó una intensa actividad para ampliar la organización del partido por todo el país y convertirlo en una organización de masas. La propaganda del partido se centró en el antimilitarismo y el antiimperialismo. Sun otorgó algunos importantes puestos en la nueva organización del partido a los comunistas.
Para mejorar la situación militar, gravísima según los asesores militares soviéticos, Sun empezó por intentar atraerse a los generales otorgándoles cargos en la nueva estructura del Kuomintang. Pero los intentos por hacerse con el control de las fuerzas de estos fueron, en general, estériles. Para formar un cuerpo de oficiales adicto y eficaz, Sun y Borodin fundaron en mayo de 1924 la Academia Militar de Whampoa, situada en la isla homónima, al sur de Cantón. Sun nombró a Chiang Kai-shek jefe de la academia, que contaba principalmente con instructores que se habían formado en Japón y en otras academias militares chinas. Los soviéticos aportaron parte de los fondos necesarios para el funcionamiento de la nueva institución. El 11 de julio y por recomendación del nuevo consejero militar soviético, se creó una junta militar, primer paso para unificar el mando militar de las fuerzas supuestamente fieles a Sun. Los soviéticos también comenzaron a enviar armas a Sun, a partir de octubre.
En junio de 1924 resurgieron las diferencias entre comunistas y nacionalistas; estos últimos seguían sospechando de los primeros y temían que se hiciesen con el control del partido. Sun resolvió temporalmente la crisis siguiendo la sugerencia de Borodin de crear un nuevo órgano del partido, el Consejo Político, encargado de dirimir las diferencias en asuntos políticos. Nuevas directrices de la dirección del Kuomintang promulgadas en agosto exigían cooperación entre todos los miembros del partido.
El siguiente conflicto al que tuvo que enfrentarse Sun fue la oposición de los comerciantes cantoneses, contrarios a los onerosos impuestos gubernamentales, necesarios para sufragar los gastos militares y temerosos de la radicalización social. En agosto Sun descubrió que la milicia de los comerciantes había obtenido un gran cargamento de armas, que confiscó. A mediados de octubre estalló en conflicto armado entre las dos partes; el resultado fue el aplastamiento de la organización de los comerciantes y la destrucción del distrito comercial de la ciudad. Esto perjudicó la reputación de Sun entre las comunidades de cantoneses, tanto dentro de China como en el extranjero, a pesar de no hallarse en la ciudad cuando se libraron los combates.

## Últimas actividades
Sun se encontraba de nuevo en el norte de la provincia, nuevamente dispuesto a marchar hacia el norte aliado a Zhang Zuolin contra el Gobierno pequinés. A pesar de su oposición teórica a los caciques militares que dominaban la república, Sun no dejó de aliarse con algunos de ellos —las camarillas de Fengtian y Anhui, principalmente—, tanto en Cantón como en sus intentos por hacerse con el Gobierno nacional, como otros políticos de la época. Tras el golpe de Pekín que Feng Yuxiang llevó a cabo contra Wu Peifu el 23 de octubre, Sun albergó nuevas esperanzas de obtener el ansiado puesto de presidente de la república. El 13 de noviembre, abandonó Cantón y partió a Pekín, invitado por Feng.
El 12 de marzo de 1925, Sun Yat-sen, a los cincuenta y ocho años de edad y enfermo de cáncer de hígado, murió poco después de llegar a Pekín, hacia donde había acudido para entablar negociaciones con los dirigentes manchúes para lograr la reunificación nacional.
Tras su muerte, Chiang Kai-shek se convirtió en el líder del Kuomintang. En 1926 este lanzó la Expedición del Norte, cuyo objetivo era reunificar el país. En 1927 trasladó el Gobierno de Cantón a Wuhan, y en 1928, estableció la capital de la República de China en la ciudad de Nankín, la «capital del sur», cumpliendo los deseos de Sun Yat-sen. Desde entonces, en esta urbe se encuentra el Mausoleo de Sun Yat-sen, donde está enterrado.

## Relación con Japón

### Restauración Meiji y las visiones revolucionarias de Sun Yat-sen
Según Hosaka Masayasu, una de las razones por las que figuras como Miyazaki Toten, Yamada Yoshimasa, y Yamada Junzaburo apoyaron el movimiento revolucionario de Sun Yat-sen fue porque los ideales de la Restauración Meiji o el Movimiento de los Derechos del Pueblo y la Libertad no pudieron ser realizados en Japón, y ellos buscaron compensar ese fracaso.
Sin embargo, Sun Yat-sen mismo declaró lo siguiente en 1919:
El Partido Nacionalista Chino es, después de todo, los revolucionarios de Japón de hace 50 años. Japón, un país débil en el Este, tuvo la suerte de contar con revolucionarios de la Restauración Meiji, quienes, por primera vez, unieron y transformaron a Japón de un país débil a uno fuerte. Nuestros revolucionarios también siguieron el camino de los revolucionarios japoneses, buscando transformar China.
En 1923, también dijo:
La Restauración Meiji de Japón fue la causa de la revolución china, y la revolución china fue el resultado de la Restauración Meiji de Japón. Ambos están originalmente conectados y trabajan juntos para lograr el renacimiento de Asia Oriental.
Basado en su empatía por la Restauración Meiji, Sun Yat-sen buscó colaboración entre Japón y China. Para él, las Veintiuna Demandas de Japón a China representaron una traición a las "aspiraciones revolucionarias" de los patriotas de la Restauración Meiji y promovieron la política de agresión de Japón contra China.

### Relación con los japoneses
Durante su vida, Sun Yat-sen tuvo una amplia gama de relaciones con personas japonesas. A través de la mediación de Inukai Tsuyoshi, se familiarizó con Miyazaki Toten, Tōyama Mitsuru, y Uchida Ryōhei, con quienes también tuvo intercambios ideológicos y recibió apoyo financiero. Además, recibió ayuda financiera de empresarios como Matsukata Kōjirō, ja, el corredor de bolsa Suzuki Kugorou, y Umeya Shōkichi. Uno de sus seguidores durante su estancia en Japón fue también el bisabuelo de la artista de manga ja.
Además, Sasaki Tōichi del Ejército Imperial Japonés sirvió como asesor militar de Sun. También se hizo amigo de Minakata Kumagusu, y su amistad se profundizó después de que se conocieran cuando Sun estaba en exilio en Londres.

### Conferencia sobre el Gran Asianismo
La Conferencia sobre el Gran Asianismo se refiere al discurso pronunciado por Sun Yat-sen el 29 de noviembre de 1924, el día después de su encuentro con Tōyama Mitsuru en Kobe. Fue pronunciado en el auditorio de la Escuela Secundaria Femenina de la Prefectura de Kobe, ubicada en el lugar donde actualmente se encuentra la Oficina del Gobierno de la Prefectura de Hyogo, ante cinco organizaciones, incluida la Cámara de Comercio de Kobe. Este discurso distinguió entre el "camino real" de Oriente y el "camino hegemónico" de Occidente, alabando el camino real de Oriente y condenando la inclinación de Japón hacia los caminos hegemónicos debido al exceso, mientras también alababa la modernización de Japón como líder en este sentido.
Ustedes, el pueblo japonés, han adoptado los caminos culturales hegemónicos de Occidente, mientras que también poseen la esencia del camino real de la cultura asiática. Sin embargo, al mirar hacia el futuro de la cultura mundial, queda la pregunta: ¿se convertirán finalmente en los instrumentos de los caminos hegemónicos occidentales, o se erigirán como un muro ante el camino real de Oriente? Esto depende de su cuidadosa reflexión y de sus elecciones deliberadas.
Este discurso criticó el colonialismo occidental mientras alababa la modernización y civilización de Japón. También criticó a Japón por haberse convertido en seguidor del colonialismo occidental y abogó por la cooperación entre los asiáticos.

## Doctrina política
Su doctrina de carácter nacionalista, se desarrolla en la política de los Tres Principios del Pueblo, que consiste en el "nacionalismo", la "democracia" y el "bienestar del pueblo". Utilizando estos principios como base ideológica, Sun pretendía hacer de China un país libre, próspero y fuerte, equiparado a las grandes potencias de la época, como podían ser Estados Unidos, el Reino Unido o Francia. Se ha dicho que los Tres Principios del Pueblo muestran influencias de las políticas del presidente estadounidense Abraham Lincoln, aunque también tiene postulados de carácter socialista, similares a los que inspiraron el desarrollo de las teorías comunistas de Mao Zedong. Esos principios se aplican actualmente en la Constitución de la República de China de 1947, que sigue vigente en la isla de Taiwán.
| Predecesor: Creación del cargo (Puyi como emperador) | Presidente de la República de China 1 de enero-10 de marzo de 1912 | Sucesor: Yuan Shikai             |
| Predecesor: Creación del cargo                       | Presidente del Kuomintang 1919-1925                                | Sucesor: Zhang Renjie (interino) |